# Orzech modlitewny

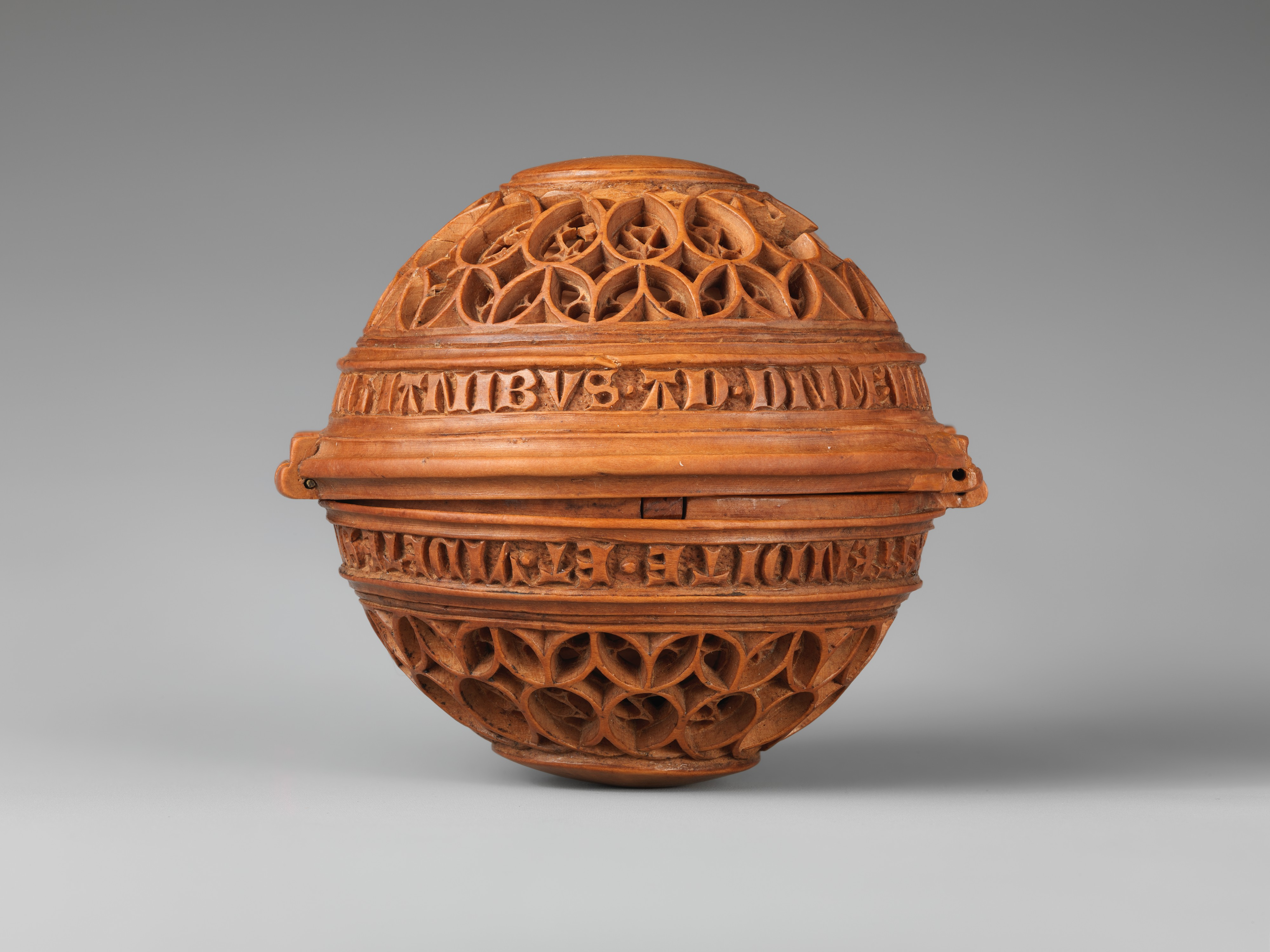
Orzech modlitewny w postaci zamkniętej; eksponat z Metropolitalnego Muzeum Sztuki

Orzech modlitewny – mała drewniana przepołowiona kulka o średnicy przeciętnie wynoszącej od 4 do 6 cm i misternie wyrytej zewnętrznej powierzchni z gotyckim motywem, otwierana i zamykana za pomocą zawiasów i zaczepu, przypominająca kształtem i wielkością orzech, w środku której znajdują się ręcznie wyrzeźbione miniaturowe przedstawienia scen religijnych m.in. z życia Jezusa, z detalami o wielkości mniejszej niż 1 mm. Orzechy modlitewne pochodzą z początku XVI wieku. Miały za zadanie pomóc skupić się na modlitwie.

## Historia
Orzechy modlitewne pojawiły się w Europie około 1500 roku.  Produkcja miniaturowych bukszpanowych obiektów do praktykowania wiary, obok orzechów modlitewnych, także różańców, ołtarzyków, grawerowanych tabliczek, memento mori w postaci czaszek i trumien, łączyła się ze wzrostem zainteresowania uprawianiem osobistej pobożności w latach 1475–1525. 
Orzechy modlitewne były wytwarzane w Niderlandach. Sławne na początku XVI wieku atelier znajdowało się w Delfcie i należało do Adama Dircksza. Ogółem powstało bardzo niewiele orzechów modlitewnych. Szacuje się, że w pracowni w Delfcie w ciągu 35 lat działalności zostało wyrzeźbionych od 100 do 150 egzemplarzy.

## Wygląd
Orzech modlitewny eksponowany w Muzeum Brytyjskim pochodzi z pracowni Adama Dircksza. Został zakupiony w 1898 roku. Jest zrobiony z drewna bukszpanu i waży 23 gramy. Ma wymiary 4,9/4,3/4,9 cm. Jest datowany na lata 1510–1525. 
Po otwarciu widać dwie wyrzeźbione drewniane półkule umieszczone w misternie wyrzeźbionej drewnianej obudowie. Głębokość wnętrza orzecha modlitewnego eksponowanego w muzeum w Ontario wynosi przykładowo 3,2 cm, przy średnicy wewnętrznej półkuli 5,7 cm.
Orzechy modlitewne były noszone przy sobie, doczepione do różańca lub do paska, zaś podczas podróży były przechowywane w ozdobnym srebrnym lub miedzianym futerale i ewentualnie dodatkowo umieszczane w drewnianej skrzyneczce albo aksamitnym woreczku.
Podobne z wyglądu do orzechów modlitewnych, ale zupełnie odmienne w przeznaczeniu, są balsamki. Aczkolwiek zasugerowana została możliwość umieszczania czasami substancji aromatycznych w orzechach modlitewnych, których nośnikiem mógł być włóknisty materiał włożony między zewnętrzną i wewnętrzną ścianę. Aromaty uwalniane przez otwory w zewnętrznej powłoce potęgowałyby doznania duchowe modlącej się osoby. 

Orzech modlitewny
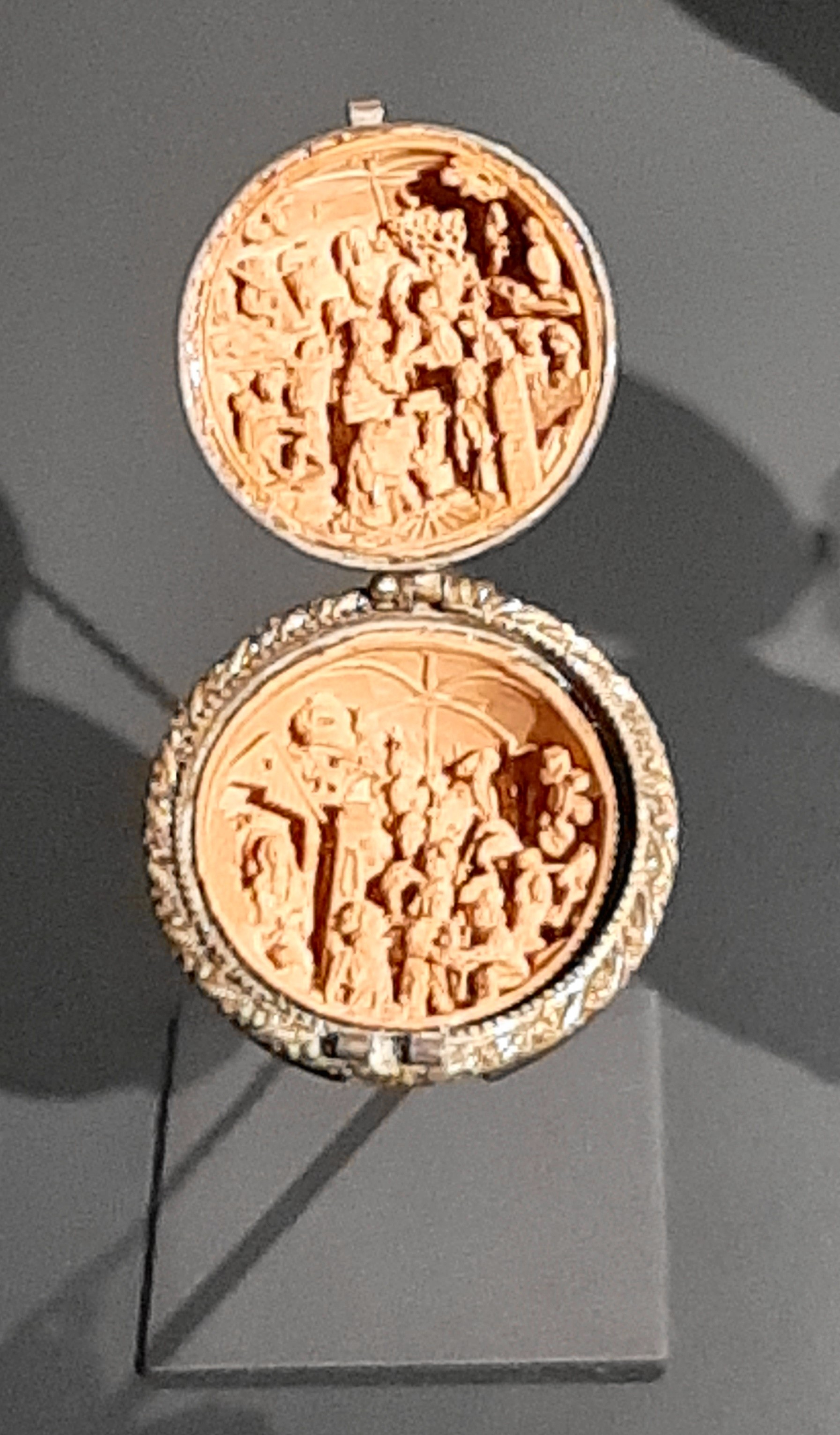
Wnętrze orzecha modlitewnego widziane bez szkła powiększającego; eksponat z Rijksmuseum
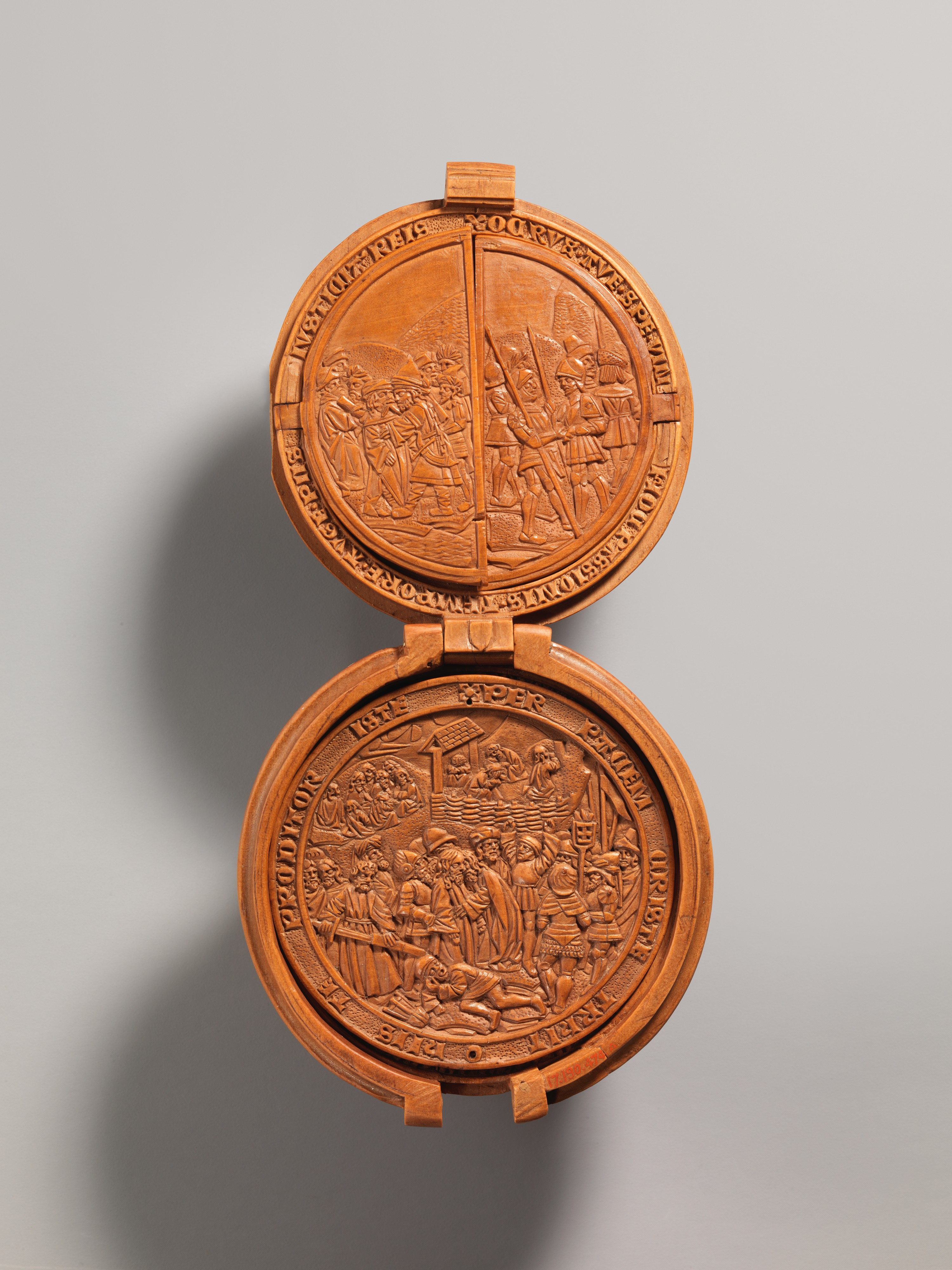
Otwarty, widziany pod szkłem powiększającym; Adam Dircksz, ok. 1500–1530 rok; eksponat z Muzeum Metropolitarnego w Nowym Jorku
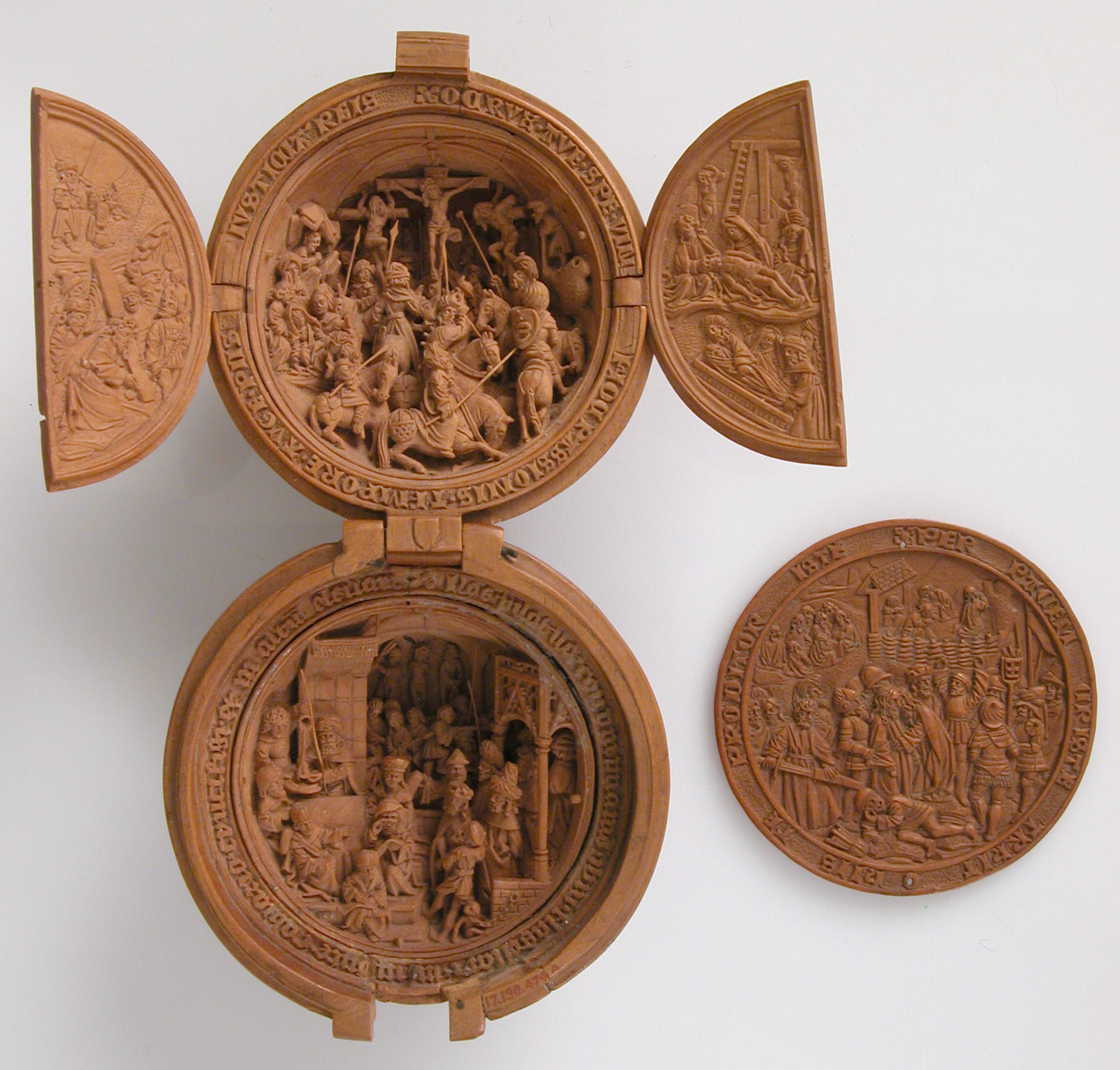
Wnętrze, widziane pod szkłem powiększającym; Adam Dircksz, ok. 1500–1530 rok; eksponat z Muzeum Metropolitarnego w Nowym Jorku

## Nazwa
Obecna nazwa pochodzi najprawdopodobniej z XIX wieku. W średniowieczu obiekty tego typu były najprawdopodobniej nazywane jabłuszkami.

## Przeznaczenie
W późnym średniowieczu orzech modlitewny służył przedstawicielom elity do modlitwy, dewocji i medytacji w sypialni lub podczas podróży. Orzech modlitewny był bardzo kosztowny, rzeźbiony wyłącznie na zamówienie i w związku z tym uważany za symbol statusu społecznego.
Posiadacze tego cennego przedmiotu uwieczniali się razem z nim na portretach, aby ukazać swoją pobożność, dobry gust i zamożność.
W ostatnim czasie zwraca się uwagę na dodatkowy – zabawowy aspekt orzecha modlitewnego, wynikający z możliwości bawienia się w poszukiwanie detali w danym przedstawieniu religijnym, np. konkretnej figury ludzkiej czy zwierzęcej.

## Wytwarzanie

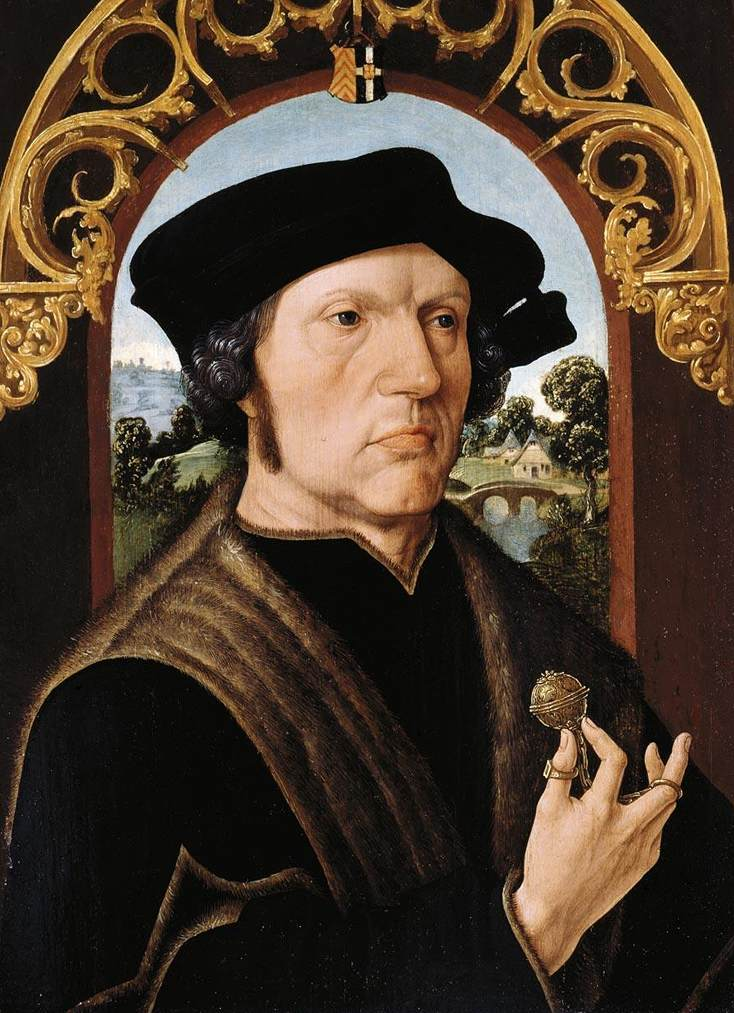
Portret Jana Gerritsza van Egmond van de Nijenburg – burmistrza Alkmaaru, trzymającego w prawej ręce modlitewny orzech, wykonany w atelier Jacoba Cornelisz. van Oostsanen, około 1518 roku

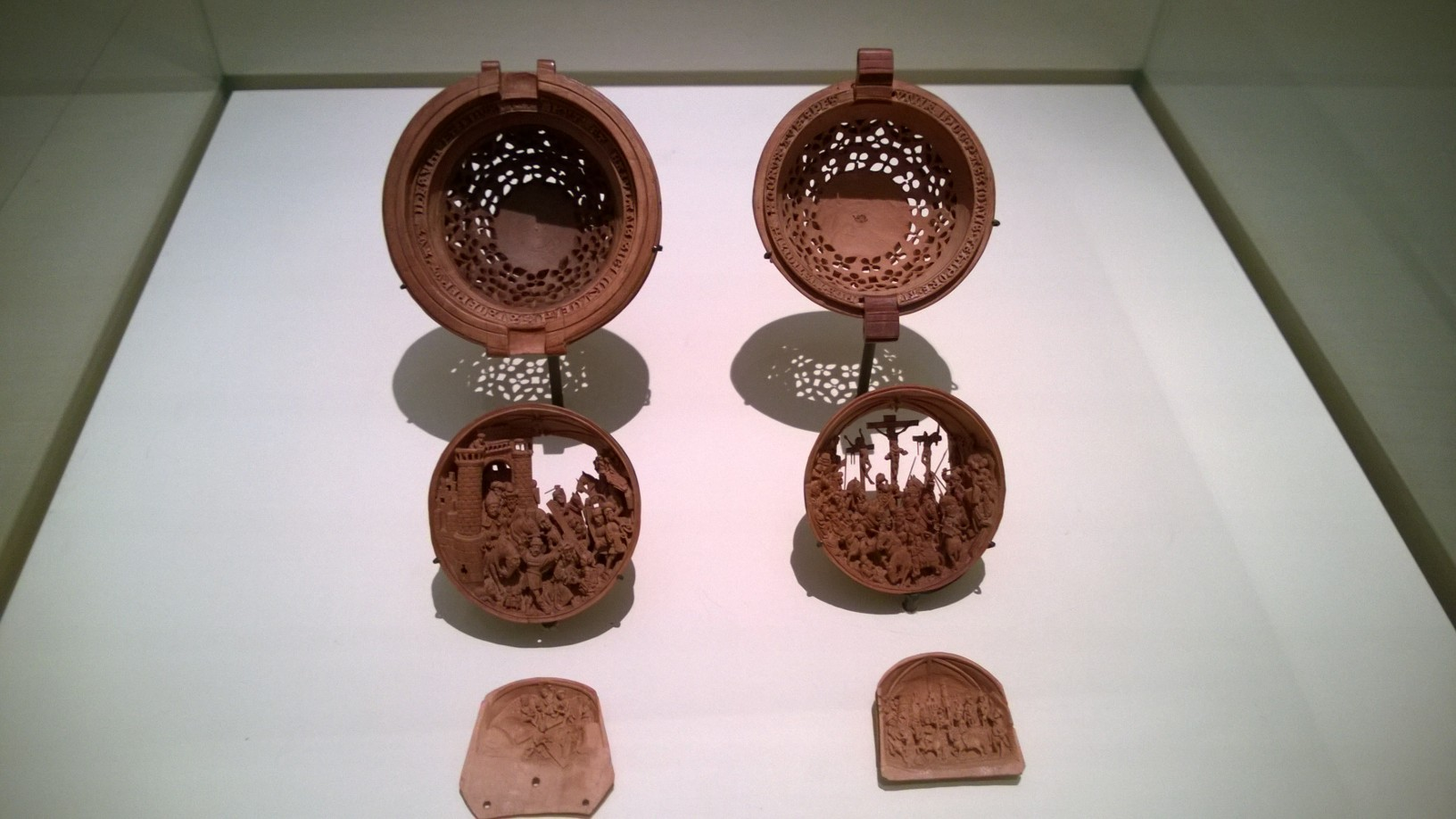
Budowa orzecha modlitewnego

Orzechy modlitewne były robione z drewna bukszpanu ze względu na jego unikalne właściwości: twarde i zwarte drewno o jednolitej i delikatnej strukturze, łatwe do polerowania. Bukszpan uchodził za drzewo święte, symbolizujące pokorę i zbawienie. Poza tym drzewa i krzewy bukszpanu rosły powszechnie w Europie. 
Rzeźbiono je na dwa sposoby: prosty i niezwykle skomplikowany. Proste orzechy modlitewne składały się z dwóch masywnych połówek wyrzeźbionych w płaskim reliefie i połączonych ze sobą za pomocą zawiasów. 
W drugim przypadku wnętrze orzecha modlitewnego było rzeźbione w płaskorzeźbie z pojedynczego drewnianego dysku albo składało się z kilku dysków ułożonych jeden na drugim, w celu uzyskania efektu głębi. Dyski były mocowane za pomocą małych drewnianych kołków. Wyrzeźbione detale były mniejsze od 1 milimetra.
Sposób wytworzenia jednego z orzechów modlitewnych został w bezpieczny sposób poznany dzięki badaniom komputerowej synchrotronowej tomografii rentgenowskiej. Wewnętrzna płaskorzeźba była umieszczona w zewnętrznej misternie wyrzeźbionej w gotyckie ornamenty półkolistej obudowie. Obie te części były połączone ze sobą kołkami umieszczonymi po obu stronach i z tyłu. Zarówno wewnętrzna płaskorzeźba, jak i zewnętrzna powłoka były wykonane z osobnych pojedynczych kawałków drewna. Jedynie krzyże, łuk nad sceną ukrzyżowania i piki zostały wycięte z osobnego kawałka drewna, po czym umieszczone w wyborowanych mniej niż milimetrowych otworach. 
Każda wewnętrzna półkula była na początku solidnym kawałkiem drewna bukszpanu, który był następnie rzeźbiony z przedniej płaskiej płaszczyzny, w której wycinano „okna”, tzn. usuwano fragmenty drewna, tak aby, umożliwić dostęp (widok) do głębiej położonych części z tyłu półkuli.
Części osobno rzeźbione, były także robione z jednego i tego samego kawałka drewna, po czym dopasowywane do siebie, tak aby został zachowany pierwotny podłużny układ włókien drzewnych, co sprawiało, że całość zachowywała się jakby była jednolitym kawałkiem drewna i w związku z tym była bardziej odporna na uszkodzenia wynikające z rozszerzania się i kurczenia.
Niektóre elementy orzecha modlitewnego o nazwie „Sąd ostateczny” z kolekcji muzeum w Ontario, w scenie przedstawiającej „Wejście do Piekła” zostały polichromowane, np. został pozłocony nos potwora, ściany pieczary zostały pokryte niebieskawo-czarnym barwnikiem, a czerwoną farbą zaakcentowano płomienie w tle.
Wyrzeźbione religijne sceny nie powtarzały się. Najczęściej były związane z życiem Jezusa i drogą Krzyżową, Mojżeszem, Trzema Królami, świętymi. Orzechy religijne personalizowano pod kątem zamawiających klientów, którymi byli królowie, wysoko urodzeni czy bardzo zamożni mieszczanie piastujący wysokie funkcje we władzach miejskich, np. przez umieszczenie herbu.
Przypuszcza się, że Adam Dircksz i jego współpracownicy przy rzeźbieniu nie tylko korzystali z dostępnych w owych czasach szkieł powiększających, ale także bardzo dobrze widzieli przedmioty z bliska, być może nawet było to związane z jakąś wadą wzroku. Do rzeźbienia używali bardzo małych i niezwykle ostrych kilkucentymetrowych dłut, noży przypominających igłę, malutkich wiertarek i pilników. Artyści-rzemieślnicy musieli mieć nie tylko wybitną ostrość widzenia, ale także doskonałe wyczucie geometrii, pewne i zręczne ruchy rąk, umiejętność koncentracji i niezwykłą cierpliwość.

## Współczesność
Do dzisiaj zachowało się około 65 orzechów modlitewnych.
Orzech modlitewny mają w swoich zbiorach m.in. Muzeum Metropolitalne w Nowym Jorku, Rijksmuseum w Amsterdamie (dwa egzemplarze) i muzeum sztuki religijnej w Uden, Muzeum Historii Sztuki w Wiedniu, Muzeum Brytyjskie i Luwr. Kolekcja złożona z 10 orzechów modlitewnych znajduje się w Art Gallery of Ontario. 
W muzeach można je oglądać również przez lupę, aby móc dostrzec najdrobniejsze szczegóły niewidoczne gołym okiem. 
Na aukcji orzech modlitewny z XVI wieku ze scenami biblijnymi został sprzedany za nieco ponad 133 tysiące funtów.